# کارائیب پرینسس
کارائیب پرینسس (به انگلیسی: Caribbean Princess) یک کشتی است که طول آن ۹۵۱ فوت (۲۹۰ متر) می‌باشد. این کشتی در سال ۲۰۰۴ ساخته شد.